# Lorántffy Zsuzsanna Egyesület
A Lorántffy Zsuzsanna Egyesület 1892-ben alakult, Lorántffy Zsuzsannáról elnevezett református vallási nőegylet volt. Elnöke Szilassy Aladárné volt 35 éven keresztül, tagjainak száma 1897-ben 272 fő volt.
Az Egyesület elsősorban élelem-, ruha- és pénzadományokkal segítette a rászorulókat, de évente tíz árva gyerek neveltetési költségeit is vállalta, valamint vasárnapi iskolákat, varrótanfolyamokat és gyerekműsorokat is szervezett. 1899-ben folyóiratot adtak ki Olajág címmel.
1908-ban hozta létre az Egyesület a Diakonissza Nevelőintézetét, ahol internátusi felügyelőket, tanítókat és kórházi ápolóképzést folytattak. 1920-ban kezdett el működni a Diakonissza Kórház, aminek nyolc osztályán 1931-ben 810, 1937-ben 970 beteget kezeltek.
Az Egyesület székháza 1931 novemberében nyílt meg a IV. kerületi Havas utca 6. szám alatt, itt volt lánykollégiuma is. A taglétszám ekkor 297 fő volt. Foglalkozott munkások elhelyezésével és idősek otthoni ápolásával is. Az Egyesület 1949-ig működött.